# Khar (Pakistan)
Khar (in Pashtun: خار) è il capoluogo di Bajour, uno degli enti locali del Pakistan. Si trova nella provincia di Khyber Pakhtunkhwa. 

## Storia
Il 30 ottobre 2006 la località di Chenagai, nelle immediate vicinanze, è stata oggetto di un attacco aereo con droni da parte delle forze statunitensi che ha causato la morte di 82 persone.
Pochi anni dopo, il 25 dicembre 2010, in piccolo centro è stato direttamente interessato da un altro gravissino fatto di sangue. Oltre 40 persone sono state uccise e almeno altre 50 sono rimaste ferite quando una donna, con un attentato suicida, ha lanciato due bombe a mano e si è fatta esplodere compiendo la strage in un centro di distribuzione del Programma alimentare mondiale.
L'attacco è stato il primo di una donna in Pakistan.

## Società
La popolazione residente appartiene principalmente alla tribù pashtun dei Salarzai.